# IC 650
IC 650 је галаксија у сазвјежђу Хидра која се налази на листи објеката дубоког неба у Индекс каталогу.
Деклинација објекта је - 13° 26' 30" а ректасцензија 10h 50m 40,5s. Привидна величина (магнитуда) објекта IC 650 износи 14,7 а фотографска магнитуда 15,5.